# Fritz Gottlob
Fritz Emil Egbert Gottlob (* 20. Juni 1859 in Küstrin; † 14. April 1920 in Berlin) war ein deutscher Architekt.

## Leben
Nach seiner Schulzeit studierte er Architektur an der Berliner Bauakademie, an der Friedrich Adler und Johannes Otzen lehrten, die ihn stark beeinflussten. Nach dem Studium war er zunächst in Küstrin tätig. Dort hatte der Berliner Stadtbauinspektor August Lindemann von der evangelischen Friedenskirchengemeinde den Auftrag für einen Kirchenneubau in der Küstriner Neustadt erhalten. Ihm wurde Gottlob als Bauleiter zugeteilt.

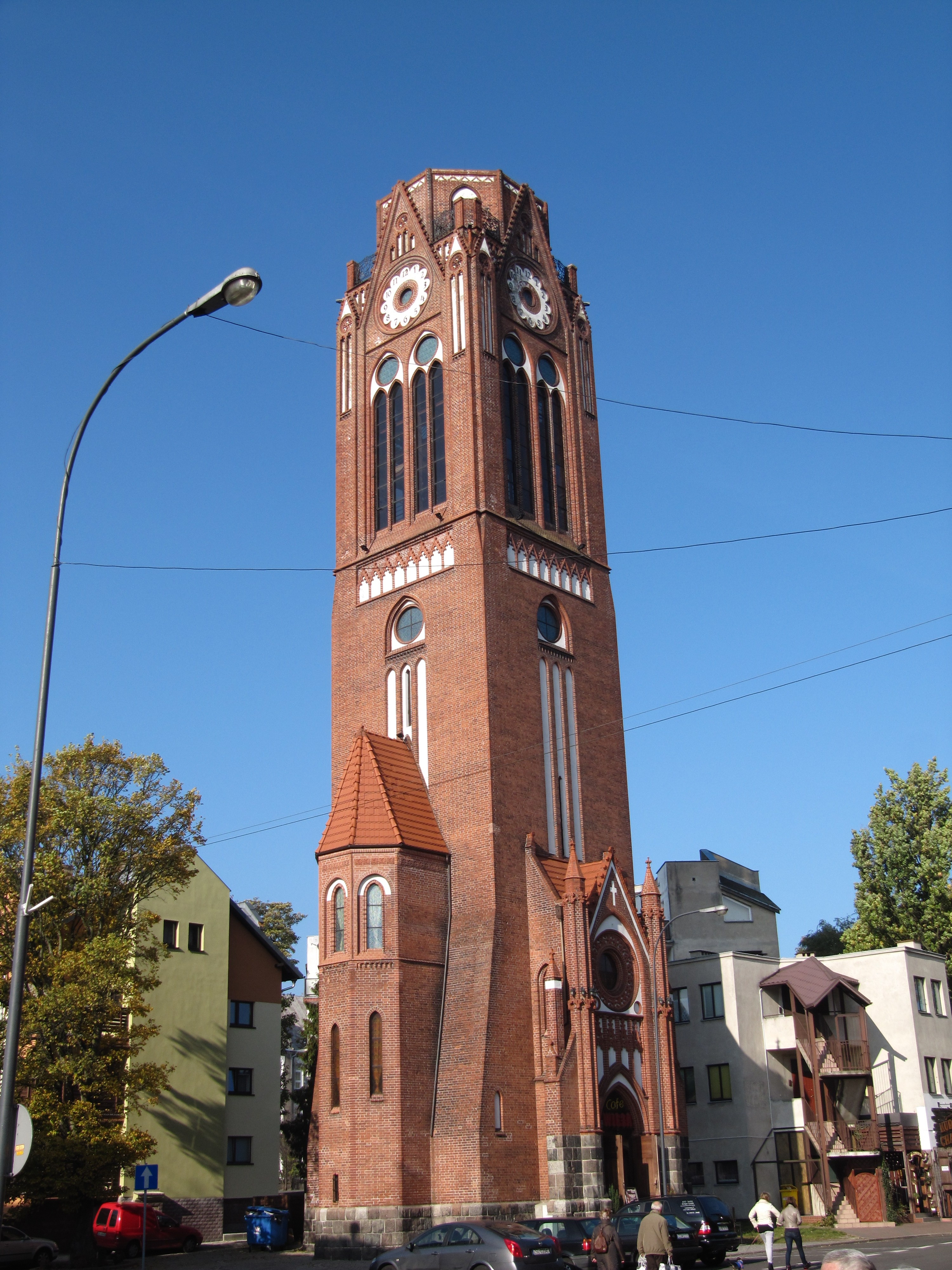
Lutherkirche Swinemünde, entworfen von Fritz Gottlob

Seit 1892 war Gottlob als Mitarbeiter von Franz Schwechten an der Apostel-Paulus-Kirche und an der St.-Simeon-Kirche beteiligt. Ende der 1890er Jahre etablierte er sich als selbstständiger Architekt. Zu dieser Zeit befand sich die Neugotik noch in ihrer Blüte. 1896 gewann Gottlob den Architektenwettbewerb für die Pauluskirche Lichterfelde, in deren Entwurf er seine Auffassung über die Backsteingotik verwirklichen konnte. Große Bekanntheit erlangte Gottlob im Jahre 1900 durch seine Schrift „Formenlehre der Norddeutschen Backsteingotik“, die ein Muster- und Vorlagenbuch für Kirchenarchitekten wurde. Die zweite Auflage erschien bereits 1907. Obwohl Gottlob zahlreiche Kirchen in Backsteingotik realisierte, wurde er wenige Jahre später mit ihren begrenzten Möglichkeiten konfrontiert. Während die im ländlichen Kontext errichteten Kirchen, wie die Pauluskirche und die Lutherkirche, sich mit der Tradition des mittelalterlichen Kirchenbaus in Einklang bringen ließen, war dies bei Straßenkirchen im dichten urbanen Umfeld schwer möglich. Hier mussten die Kirchen unter den Bedingungen des Städtebaus in die Baulinie gesetzt werden. Dies führte bei Gottlob auch stilistisch zu einem Wandel im Œuvre. Er realisierte nun drei Putzbauten im geometrischen Jugendstil, die  Nikodemuskirche, die  Philipp-Melanchthon-Kirche und das Gemeindehaus Nordend. Gottlobs Kirchenarchitektur wandelte sich vom Historismus zum Reformstil. Als Bauherr und Architekt ließ er 1902–1903 in Berlin-Moabit das Mietshaus Thomasiusstraße 4 errichten, bei dem die Formenwelt der norddeutschen Backsteingotik mit zeitgenössischen Stilelementen vereint wurde.